# Фресно-де-ла-Вега
Фресно-де-ла-Вега (ісп. Fresno de la Vega) — муніципалітет в Іспанії, у складі автономної спільноти Кастилія-і-Леон, у провінції Леон. Населення — 629 осіб (2010).
Муніципалітет розташований на відстані близько 260 км на північний захід від Мадрида, 29 км на південь від Леона.

## Демографія
Динаміка населення (INE ):